# Surchiceni, Căușeni
Surchiceni este un sat din cadrul comunei Baimaclia din raionul Căușeni, Republica Moldova.

## Istorie
Surchiceni a fost atestat în 1768.
În 1902, în odaia Surchiciul, în județul Bender, așezată într-un hârtop din stânga văii Ceaga, la nord de satul Baimaclia. Face parte din volostea Căinări.

## Geografie
Satul are o suprafață de circa 0,87 kilometri pătrați, cu un perimetru de 4,47 km. Distanța directă pîna în or. Căușeni este de 40 km. Distanța directă pîna în or. Chișinău este de 44 km.

## Demografie

### Structura etnică
Structura etnică a localității conform recensământului populației din 2004:
| Grup etnic                                               | Populație | % Procentaj  |
| -------------------------------------------------------- | --------- | ------------ |
| Băștinași declarați Moldoveni Băștinași declarați Români | 582 16    | 96,20% 2,64% |
| Ucraineni                                                | 4         | 0,66%        |
| Ruși                                                     | 2         | 0,33%        |
| Găgăuzi                                                  | 1         | 0,17%        |
| Total                                                    | 605       |              |